# Самко Стефан Григорович
Стефан Григорович Самко (нар. 28 березня 1941, Ростові-на-Дону, Росія) — український учений-математик. Доктор фізико-математичних наук, професор. Почесний Академік АН ВШ України з 2005 року.

## Біографія
Народився 28 березня 1941 року у Ростові-на-Дону. Закінчив Ростовський університет (1964), аспірантуру (1967) під керівництвом академіка АН БРСР Ф. Д. Гахова. Захистив кандидатську дисертацію в Білоруському університеті (Мінськ, 1967), докторську — в Математичному інституті АН СРСР ім. Стеклова (Москва, 1978). Доцент (1968—1972), професор Ростовського університету (з 1972 р.), завідувач кафедри диференціальних та інтегральних рівнянь у цьому ж університеті; у 1979—1981 рр. — декан механіко-математичного факультету. Від 1995 р. також — професор університету в Алгарве (Universidade do Algarve) в Португалії. З 1997 р. — член Наукового Центру CEMAT при Instituto Superior Técnico в Лісабоні. Від 2003 р. — керівник наукової групи «Harmonic Analysis, Operator Theory and Applications» цього центру.

## Наукова діяльність
Галузь наукових інтересів — теорія аналітичних функцій, теорія потенціалів, гіперсингулярних інтегралів, теорія дробового інтегро-диференціювання однієї та багатьох змінних, теорія інтегральних рівнянь I-го роду та інших галузях математичного аналізу.
Автор 225 наукових праць, зокрема монографій: «Гиперсингулярные уравнения и их приложения» (1984), «Дробные интегралы и производные и их применения» (1987), «Уравнения с инволютивными операторами и их приложения» (1988), «Fractional Integrals and Derivatives. Theory and Applications» (1993), «Hypersingular Integrals and Their Applications» (1998).
Підготував 18 кандидатів наук у Росії і 2 PhD в Португалії.
Підтримує тісний науковий зв'язок з математиками України. Організатор або голова оргкомітетів конференцій: 1984 рік — Теберда, СРСР; 1988 рік — Беной, СРСР; 2001 рік — Мадейра, Португалія; 2004 рік — Бордо, Франція. Постійний організатор та керівник секцій на Конгресах ISAAC (1997, 1999, 2001, 2003, 2005).
Член редколегій міжнародних наукових журналів: «Известия вузов. Математика»; «Integral Transforms and Special Functions»; «Fractional Calculus and Applied Analysis»; «Proceedings of A. Razmadze Mathematical Institute». Фулбрайтівський професор у США (1992—1993). Нагороджений Міжнародним Diploma of Culture Американського біографічного інституту.

## Біографія
1. 1 2 3 4 5 6 7 8 9 10 11 12 13 14 15 16 17 18 19 20 21 22  Математичний генеалогічний проєкт — 1997.